# Friends (film fra 1912)
 For alternative betydninger, se Friends. (Se også artikler, som begynder med Friends)
Friends er en amerikansk stumfilm fra 1912 af D. W. Griffith.

## Medvirkende
- Mary Pickford som Dora
- Henry B. Walthall som Dandy Jack
- Lionel Barrymore som Grizzly Fallon
- Harry Carey som Bob Kyne
- Charles Hill Mailes